# Tatia dunni
Tatia dunni es una especie de pez de la familia Auchenipteridae en el orden de los Siluriformes.

## Morfología
• Los machos pueden llegar alcanzar los 12 cm de longitud total.

## Distribución geográfica
Se encuentran en Sudamérica: río Amazonas en Ecuador, Colombia y Brasil, y río Caquetá en Colombia.